# Муравьёв, Леонид Михайлович
Граф Леонид Михайлович Муравьёв (1821/1822 — 1881) — герольдмейстер, заведующий делами Общего собрания 4-го, 5-го и Межевого департаментов Правительствующего сената, тайный советник.

## Биография
Родился 22 декабря 1821 (3 января 1822) года в Москве (Петербургский некрополь также указывает дату 22 декабря, но некоторые источники, ошибочно — 22 октября) в семье Михаила Николаевича Муравьёва, который выйдя в конце 1820 года в отставку, жил в то время в своих имениях в Смоленской губернии. Крещен 31 декабря 1821 года в церкви Харитоновской в Огородниках при восприемстве  И. Н. Тютчева и Н. Н. Шереметевой.
В службу вступил 23 декабря 1837 года. В 1853—1857 годах являлся вице-директором Департамента духовных дел иностранных исповеданий; 12 января 1858 года получил чин действительного статского советника. С 1858 года был членом Консультации при Министерстве юстиции и заведующим делами Общего собрания 4-го, 5-го и Межевого департаментов Сената. В 1859 году был пожалован 2044 десятинами земли.
В 1860 году назначен герольдмейстером Департамента герольдии Сената. Исполнял эту должность до 1867 года, в том же году, 17 апреля, был пожалован чином тайного советника.
Был членом Главного военного суда, а также почётным мировым судьёй Петергофского уезда
Умер 13 (25) апреля 1881 года. Похоронен вместе со 2-й женой на Лазаревском кладбище Александро-Невской лавры.

## Награды
российской империи:
- орден Святого Станислава 3-й степени (1842)
- орден Святой Анны 2-й степени с императорской короной (1856)
- орден Святого Владимира 3 степени (1861)
- орден Святого Станислава 1-й степени (1863)
- орден Святой Анны 1-й степени (1865)
- Знак отличия беспорочной службы за XV лет (1856)

иностранные:
- персидский орден Льва и Солнца 3-й степени — командор (1843).

## Семья
В первый раз женился на дочери статского советника Григория Фёдоровича Гежелинского, Елене Григорьевне (16.04.1830—02.01.1853).
Спустя четыре года после смерти жены, 4 февраля 1857 года женился во второй раз — на Софье Николаевне Оржицкой (1835—26.02.1879), дочери Николай Николаевич Оржицкий. Умерла в Петербурге от паралича сердца. Их дети:
- Елена (24.08.1858—?), замужем за штаб-ротмистром Яковом Яковлевичем Гордеевым, а затем, с 10 октября 1885 года, за штабс-ротмистром Павлом Константиновичем Гертиконом; 18.03.1891 у них родился сын Павел;
- Михаил (05.11.1859—?), гардемарин в отставке;
- Владимир (28.05.1861—1940), живописец-пейзажист;
- Софья (31.05.1862—1933), вышла замуж за надворного советника барона Константина Карловича Врангеля[6]; 30 мая 1890 года у них родился сын Антоний;
- Леонид (19.01.1864—?)
- Николай (24.03.1866—19.12.1940) — полтавский и московский губернатор, сенатор;
- Ольга (17.06.1867—?), в 1893 году вышла замуж за корнета конно-гренадерского полка Константина Яковлевича де Витте;
- Вера (10.10.1872—?)